# Elliptochthoniidae
Elliptochthoniidae zijn  een familie van mijten. Bij de familie is één geslacht met negen soorten ingedeeld.